# دانیل گراول
دانیل گراول (انگلیسی: Dani؛ زادهٔ ۱ اکتبر ۱۹۴۴ – ۱۸ ژوئیهٔ ۲۰۲۲) بازیگر، خواننده، بازیگر سینما و مدل اهل فرانسه بود.
از فیلم‌ها یا برنامه‌های تلویزیونی که وی در آن نقش داشته‌است می‌توان به عشق در گریز، روز به جای شب، دایره عشق، داستان زنان و پسر اشاره کرد.